# Leslie Hunter
George Leslie Hunter (7 de agosto de 1877 - 7 de diciembre de 1931) fue un pintor escocés, considerado como uno de los cuatro artistas del grupo de pintores escoceses de los coloristas. Bautizado simplemente George Hunter, adoptó el nombre de Leslie en San Francisco, y «Leslie Hunter» se convirtió en su nombre profesional. Mostró una aptitud para dibujar a una edad muy temprana y fue en gran parte autodidacta, recibiendo lecciones de pintura elemental de un conocido familiar. Pasó quince años formativos desde la edad de quince años en los Estados Unidos, principalmente en California. Luego regresó a Escocia, pintando y dibujando allí y en París. Posteriormente, viajó por gran parte de Europa, especialmente en el sur de Francia, pero también en los Países Bajos, el Paso de Calais e Italia.
Hunter pintó una variedad de bodegones, paisajes y retratos , y sus pinturas son aclamadas por la crítica por su tratamiento y efectos conseguidos de la luz. Se hicieron populares entre los críticos y coleccionistas más progresistas durante su vida y han crecido para alcanzar altos precios desde su fallecimiento, convirtiéndose en uno de los más populares de Escocia.

## Biografía

### Primeros tiempos
Hunter nació en Rothesay, en la Isla de Bute, el 7 de agosto de 1877. Era el hijo menor de cinco, nacido de William y Jeanie Hunter. George, como se le conocía en ese momento, mostraba una aptitud para dibujar cuando era muy joven y cuando tenía unos trece años, su madre lo arregló para que tomara clases de pintura con un familiar. En febrero de 1892, la hermana mayor de Hunter, Catherine, murió. Poco después, en marzo, otro hermano mayor, James, también murió; ambos se encontraban en sus primeros años veinte. Se piensa que pudieron haber sido víctimas de una pandemia de influenza. William, el padre y Jeanie, ya se había vendido una casa y pensaban en emigrar. Evidentemente, las muertes trágicas sellaron el asunto, y la familia restante se fue a California a través de Nueva York el 1 de septiembre de 1892.

### Emigrar a California y traslado a San Francisco, dejando a los padres
Hunter tenía quince años cuando emigró con sus padres y dos hermanos sobrevivientes a California. Inicialmente, vivía con su familia en un naranjal, 50 millas al este de Los Ángeles. Continuó dibujando y amaba el clima, pero mostró poco interés en la gestión de la granja. Hunter comenzó a ganarse la vida en 1896, principalmente como ilustrador de periódicos y revistas.  Se mezclaba con importantes figuras literarias como Bret Harte y Jack London, que estaban asociadas con el Club Bohemio de San Francisco. Hunter proporcionó ilustraciones para Overland Monthly. En 1899, se firma un dibujo a toda página en blanco y negro para Overland Monthly como  G. Leslie Hunter, la primera ocasión grabada de su uso de «Leslie». En 1902, Hunter se convirtió en parte de un grupo de artistas que incluía a Maynard Dixon y Arthur Putnam. Deseaban la independencia de las jerarquías del mundo del arte del establecimiento y, juntos, formaron la Sociedad de Artes de California como una alternativa a la conservadora Asociación de Arte de San Francisco. Claramente, Hunter tuvo una exposición artística completamente diferente en comparación con otras del grupo de los coloristas escoceses, como John Duncan Fergusson o Samuel Peploe. Hunter fue en esta etapa un exitoso artista gráfico estadounidense, considerando su corta edad. Sunset, The Pacific Monthly, fue otra revista que le encargó trabajo y, en total, Smith & Marriner catalogan más de doscientas publicaciones e ilustraciones de libros encargados a Hunter.

### Inicios en bellas artes

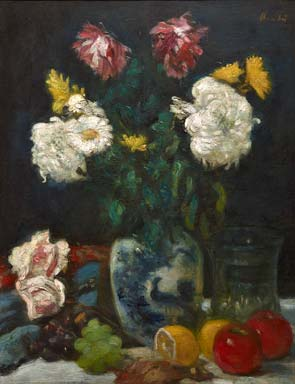
Crisantemos en un jarro chines de 1913. Con un fondo oscuro inspirado en Paul Cezanne.

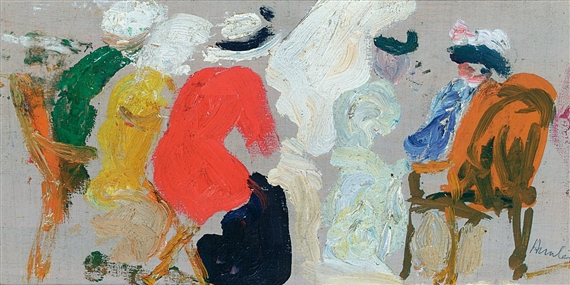
Figuras an conversaciónn, Étaples, una de las pinturas de 1914 en las que Hunter estableció su estilo.

En 1904, Hunter realizó una visita a París, financiado por sus ganancias como ilustrador. Se inspiró en las numerosas experiencias artísticas allí, y se resolvió por completo para dedicarse a la pintura al óleo. Cuando regresó a San Francisco en 1905, comenzó a preparar su primera exposición individual, que se celebraría el año siguiente. Sin embargo, los primeros trabajos de Hunter se destruyeron en el incendio que siguió al terremoto de San Francisco de 1906, y regresó a Escocia poco después, estableciéndose en Glasgow. Inicialmente, continuó ganándose la vida allí principalmente como ilustrador. Su pintura al óleo comenzó con bodegones sobre fondos negros, influenciados por el estilo holandés.
En 1907, mientras estaba de vuelta en París, Hunter conoció a Alice B. Toklas, a quien había conocido anteriormente en San Francisco. Ella lo llevó a ver la colección en 27 rue de Fleurus, que estaba siendo iniciada por Gertrude Stein y su hermano Leo Stein. Toklas escribió de este reencuentro que Hunter se sorprendió al principio por el estilo de artistas como Matisse, pero que obviamente estaba muy impresionado.
Hunter comenzó a lograr un éxito limitado después de un viaje a la colonia de arte Étaples en el norte de Francia en 1914. Aquí, inspirado por el arte francés y el paisaje local, comenzó a desarrollar el estilo y la habilidad que más tarde lo identificarían como un colorista. Sin embargo, el inicio de la Primera Guerra Mundial lo obligó a regresar a Escocia, donde su trabajo fue observado por la galería Alexander Reid de Reid & Lefevre. En 1915, Hunter realizó su primera exposición individual con Reid en Glasgow. El trabajo de Hunter en esta etapa de su carrera se centró principalmente en los bodegones, inspirado en Chardin, Willem Kalf y Manet. Durante la década de 1920, Hunter comenzó a asociarse con un grupo de otros tres artistas: John Duncan Fergusson, FCB Cadell y Samuel Peploe. Los cuatro fueron conocidos como los coloristas escoceses, aunque el término no se usó hasta 1948, momento en el cual únicamente Fergusson estaba vivo.

### Viajes europeos y el retorno a Fife
En 1922, Hunter comenzó a hacer una serie de viajes a Europa continental, donde visitó París, Venecia, Florencia y la Riviera. Fergusson lo acompañó en varias de estas visitas. Las visitas de Hunter en el extranjero produjeron una gran cantidad de pinturas y su estilo cambió notablemente en este período cuando comenzó a usar toques de color colocados instintivamente para retratar la forma subyacente.
Cuando regresó de su primera serie de viajes del extranjero, en 1922, se estableció en Fife, en la costa este de Escocia y, entre 1924 y 1927, permaneció en Escocia, dividiendo su tiempo entre Fife y Glasgow. Sus pinturas de este período incluyen un número inspirado en las vistas al Lago Lomond, y estos paisajes le inspiraron cada vez más en la obra de Paul Cézanne para crear composiciones coloridas y atmosféricas. En 1925, el trabajo de Hunter se exhibió en una exposición en Leicester Square en Londres, junto con trabajos de Peploe, Cadell y Fergusson. Walter Sickert, en su introducción a la exposición, escribió que «Hunter usa el refractario ... para fines inspirados en líneas normales y tradicionales».
Viajó nuevamente al sur de Francia en varias ocasiones entre 1927 y 1929, y se estableció en Saint-Paul-de-Vence. Envió pinturas a Reid para que se exhibieran en Glasgow y Londres, pero pasó mucho tiempo dibujando y su producción de pinturas al óleo terminadas fue baja. Una exposición en Londres tuvo que ser pospuesta debido a la falta de pinturas. Los viajes a Francia culminaron en 1929 con una exposición aclamada por la crítica en las galerías Ferargil en Nueva York.

### Londres y fallecimiento

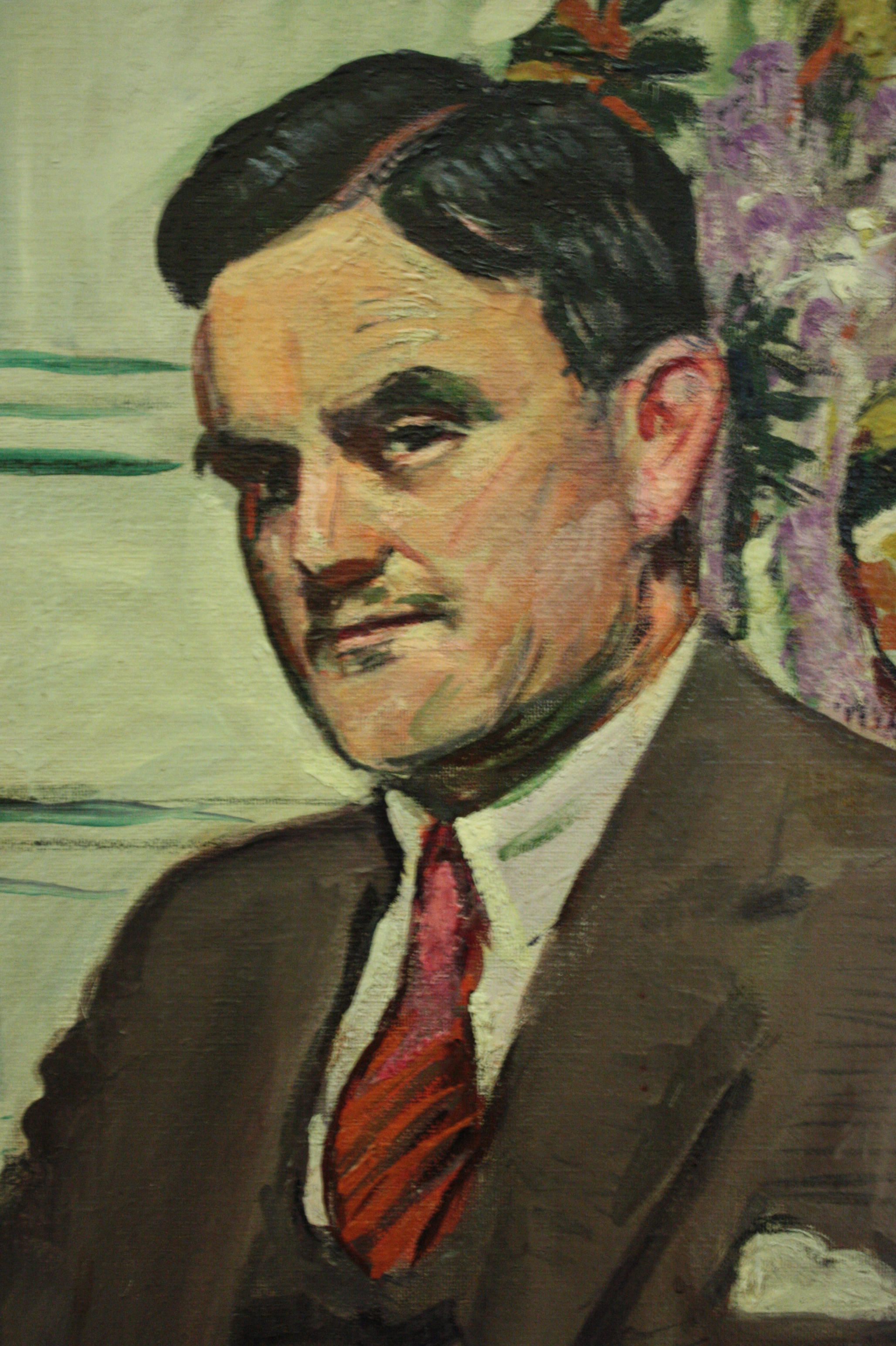
Dr Tom J Honeyman by Leslie Hunter c.1930

Sin embargo, poco después de regresar a la Costa Azul (Francia) en 1929, Hunter sufrió una grave crisis, lo que obligó a su hermana a llevarlo a la casa de Escocia en septiembre. Se recuperó y comenzó a pintar una serie de retratos de sus amigos, entre ellos uno de Tom Honeyman, Director de la Galería de Arte y Museo de Glasgow desde 1939 hasta 1954. Honeyman, en ese momento un comerciante de arte , ayudó a Hunter a desarrollar su carrera, y pintar el hacerle el retrato pudo haber sido un gesto de agradecimiento.
En 1930 se embarcó en una serie de dibujos y acuarelas de Hyde Park, que se iban a exhibir en Londres. Hunter esperaba mudarse a la ciudad de forma permanente, ya que la encontraba más animada que Glasgow y el mercado del arte era más seguro. Sin embargo, su salud se deterioró y comenzó a sufrir dolores estomacales. Murió en Glasgow en la residencia de ancianos Claremont el 7 de diciembre de 1931, a la edad de 54 años. La causa de la muerte fue una insuficiencia cardíaca debido a una intoxicación con sangre, luego de una operación fallida de la vesícula biliar. Un miembro del Club de Arte de Glasgow, hizo  que el trabajo de Hunter, fuera incluido en la Exposición Conmemorativa del club de 1935, en memoria de los miembros que habían muerto desde la Primera Guerra Mundial.

## Popularidad
Las pinturas de Hunter fueron populares entre los críticos durante su vida, y tuvo exposiciones exitosas en Glasgow, Londres y Nueva York. Poco antes de su muerte, el Glasgow Herald comentó que si bien Hunter ya era «un pintor de paisajes y bodegones», «su movimiento hacia la pintura de retratos causaría mucho interés y discusión».
Muchos años después de su muerte, las exposiciones individuales de pinturas de Hunter todavía se llevaban a cabo y, en 1953, la exhibición de una selección de acuarelas y pinturas en Glasgow atrajo a numerosos visitantes. El crítico de arte del Glasgow Herald describió el «genio variado y desigual» del pintor, y elogió una pintura por haber sido ejecutada con «tal libertad y economía de tacto que no se puede ver cómo cualquier cantidad de pensamiento adicional o aplicación técnica podría ser, lo ha mejorado».
Las pinturas de Hunter se vendieron por grandes sumas a principios del siglo XXI, y una pintura se describió como el «lote de estrellas» en una subasta de Bonhams en junio de 2010 que se vendió por £ 144,000. Otra pintura se vendió en junio de 2010 por £ 78,000. Nick Curnow, jefe de imágenes de Lyon & Turnbull, dijo: «Esta es una pintura muy especial, tan típica de Hunter».

## Estilo

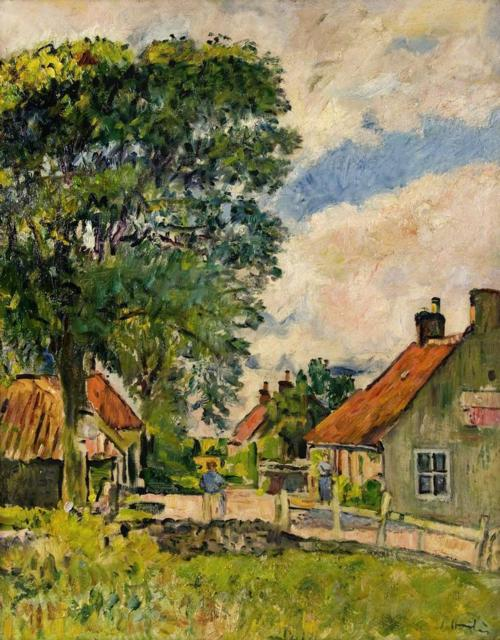
Paisaje de Fife, 1918

El artista se centró durante gran parte de su vida en paisajes y en naturalezas muertas, trabajando tanto con pluma como con tinta y óleo sobre lienzo. Sus naturalezas muertas de fruta son particularmente distintivas, pero también pintó una variedad de paisajes, especialmente de Escocia y Francia. En sus pinturas anteriores, Hunter fue influenciado por Paul Cézanne para producir paisajes domésticos. Más tarde, sin embargo, en común con los otros miembros del movimiento de coloristas escoceses, fue fuertemente influenciado por artistas franceses contemporáneos como Claude Monet y Henri Matisse, y sus pinturas comenzaron a hacer un uso más audaz y energético del color.
En particular, se esforzó por capturar en sus pinturas los efectos de la luz, y pintaba repetidamente los mismos objetos o ubicaciones bajo un rango de condiciones de iluminación. Su estilo de pincel fue influenciado por la vanguardia francesa y, especialmente en su obra posterior, es descrito por los críticos de arte como «abierto y libre y enérgico».